# بطولة تونس لألعاب القوى 1957
بطولة تونس لألعاب القوى 1957 هو الدورة 2 من بطولة تونس لألعاب القوى.

فاز بهذا الموسم الاتحاد السعيد.

## روابط خارجية
- الموقع الرسمي للجامعة التونسية لألعاب القوى.